# Death Before Dishonor (album de Mr. Criminal)
Pour les articles homonymes, voir Death Before Dishonor.
Albums de Mr. Criminal
Only the Strong Survive
(2009) Criminal Mentality, Part. 2
(2011)
Death Before Dishonor est le huitième album studio de Mr. Criminal, sorti le 13 juillet 2010.

## Liste des titres
| No  | Titre                 | Durée |
| --- | --------------------- | ----- |
| 1.  | Intro                 | 0:38  |
| 2.  | Invasion              | 3:03  |
| 3.  | Death Before Dishonor | 3:38  |
| 4.  | Kush Shit             | 1:43  |
| 5.  | Street Terrorist      | 3:41  |
| 6.  | Loyalty               | 3:55  |
| 7.  | One Day in Cali       | 3:20  |
| 8.  | All Eyes On Me        | 4:10  |
| 9.  | The Way We Represent  | 4:04  |
| 10. | Talkin to My Riders   | 4:31  |
| 11. | I Finally Made It     | 3:59  |
| 12. | Dreams                | 3:47  |
| 13. | What More Can I Say   | 3:13  |
| 14. | I Know You Like It    | 3:50  |